# Thyreonotus
Thyreonotus is een geslacht van rechtvleugeligen uit de familie sabelsprinkhanen (Tettigoniidae). De wetenschappelijke naam van dit geslacht is voor het eerst geldig gepubliceerd in 1838 door Serville.

## Soorten
Het geslacht Thyreonotus omvat de volgende soorten:
- Thyreonotus bidens Bolívar, 1887
- Thyreonotus corsicus Rambur, 1838